# فيدران موروفيتش
فيدران موروفيتش (بالكرواتية: Vedran Morović) مواليد 1 يوليو 1983 في زادار، جمهورية كرواتيا الاشتراكية، جمهورية يوغوسلافيا الاشتراكية الاتحادية، هو لاعب كرة سلة كرواتي. بدأ مسيرته الاحترافية في سنة 2000.

## المسيرة الاحترافية
لعب مع زادار من سنة 2000 إلى 2002، ثم لعب مع نيكار ريزن لودفيغسبورغ في الدوري الألماني في موسم 2003–2004، ثم لعب مع سيبونا في موسم 2004–2005، ثم لعب مع أوليمبيا في موسم 2005–2006، ثم لعب مع فيرتوس بالاكانسترو بولونيا في سنة 2006، ثم لعب مع سيبونا من سنة 2006 إلى 2009، ثم لعب مع زادار في موسم 2009–2010، ثم لعب مع زغرب في سنة 2012.

## روابط خارجية
- فيدران موروفيتش على موقع الاتحاد الدولي لكرة السلة (الإنجليزية)
- فيدران موروفيتش على موقع الدوري الأوروبي لكرة السلة (الإنجليزية)
- فيدران موروفيتش على موقع كرة السلة الأوروبية.كوم (الإنجليزية)
- فيدران موروفيتش على موقع DraftExpress.com (الإنجليزية)
- فيدران موروفيتش على موقع ريلجم (الإنجليزية)
- فيدران موروفيتش على موقع بروبوليرز (الإنجليزية)
- فيدران موروفيتش على موقع سبورتس رفرنس (الإنجليزية)